# Aerla
Skatterusthållet Aerla = Masko kompani nr. 10 (i fd. Livdragonregementet) . Aerla låg i Pikis socken (i dagens Kylänpää i kommunen Pikis, Västra Finlands län). I Kylänpää ligger berget Aerlanmäki .